# ジョン・ジョセフ・ムチオ

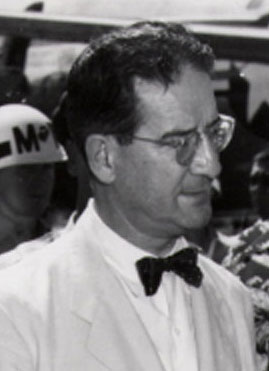
ジョン・ジョセフ・ムチオ

ジョン・ジョセフ・ムチオ（John Joseph Muccio, 1900年 - 1989年5月19日）は、アメリカ合衆国の外交官。駐韓大使、駐アイスランド大使、駐グアテマラ大使を歴任。初代駐韓大使であり、朝鮮戦争開戦時には朝鮮半島からの自国民の避難その他の重要事項を担当した。

## 生涯
1900年、イタリア王国のヴァッレ・アグリーコラにて誕生。幼少時に両親とともにロードアイランド州プロビデンスに移住。ブラウン大学で学士号を取得。ジョージ・ワシントン大学で国際関係論の修士号を取得。1918年にアメリカ陸軍に所属。
1921年に国務省に入省。ヴァイマル共和国のハンブルク、イギリス領香港、中華民国の上海、ボリビアのラパス、パナマ、キューバのハバナに駐在。
1949年から1952年まで初代駐韓大使。1948年8月の韓国独立宣言を受けて、ハリー・トルーマン大統領は対韓外交の責任者を軍政長官ホッジ中将からムチオに交代する人事を実施。ムチオは大統領の特使という形で韓国に赴任。アメリカ連邦政府が韓国を公式的に国家承認した後の1949年4月7日、トルーマン大統領はムチオを駐韓大使に指名。ムチオは4月20日に信任状を奉呈。ムチオの主たる任務は、李承晩大統領と政治的調整を行い、また駐留軍の撤退準備を行うことであった。ムチオは1950年1月の米韓相互防衛支援協定について合意交渉を行い、アメリカの軍事援助1000万ドル等を調整。1950年6月初旬、連邦議会の証言にて、38度線上で共産主義勢力による脅威が差し迫っていると警告。またソウルに対する支援の増加を要求。
1950年6月、北朝鮮からの攻撃により朝鮮戦争が開戦。ムチオは開戦当日の6月25日にワシントンD.C.と電話連絡し、北朝鮮および同盟共産派の軍隊が「韓国に対する全面攻撃」を開始したと報告。ムチオは北朝鮮の攻撃状況を国務省に伝達し、また自国民の避難を指揮した。戦争中は韓国政府と米軍との間の連絡を担い、貴重な情報をアメリカにもたらした。また李承晩大統領に対して、独裁的な統治は国家安全保障に対する脅威であると論じたが、説得には至らなかった。ムチオは1952年9月に駐韓大使を退任、後任のエリス・オームズビー・ブリッグス（英: Ellis O. Briggs）大使への引継のため、同年11月まで留勤。
1952年から1954年まで国際連合信託統治理事会にアメリカ代表として参加。1954年に駐アイスランド公使、1955年に同大使に就任し、1959年まで在任。1960年から1961年まで駐グアテマラ大使。1989年、ワシントンD.C.のシブリー記念病院において、うっ血性心不全により死去。